# Euselasia corduena
Euselasia corduena is een vlindersoort uit de familie van de prachtvlinders (Riodinidae), onderfamilie Euselasiinae.
Euselasia corduena werd in 1874 beschreven door Hewitson.